# Seznam premiérů Česka
Toto je chronologický seznam předsedů vlád České republiky. 

## Seznam předsedů vlád

### Protektorát Čechy a Morava (1939–1945)
| Pořadí | Portrét         | Premiér         | Funkční období  | Funkční období | Funkční období | Strana | Strana | Poznámka                                           |
| Pořadí | Portrét         | Premiér         | Nástup do úřadu | Opuštění úřadu | Dny v úřadu    | Strana | Strana | Poznámka                                           |
| ------ | --------------- | --------------- | --------------- | -------------- | -------------- | ------ | ------ | -------------------------------------------------- |
| 1.     | Rudolf Beran    | Rudolf Beran    | 15. března 1939 | 27. dubna 1939 | 43             |        | SNJ    |                                                    |
| 1.     | Rudolf Beran    | Rudolf Beran    | 15. března 1939 | 27. dubna 1939 | 43             | NS     |        |                                                    |
| 2.     | Alois Eliáš     | Alois Eliáš     | 27. dubna 1939  | 27. září 1941  | 884            |        | NS     | zatčen 27. září 1941, popraven 19. června 1942     |
| 3.     | Jaroslav Krejčí | Jaroslav Krejčí | 19. ledna 1942  | 19. ledna 1945 | 1096           |        | NS     | od 27. září 1941 úřadující náměstek předsedy vlády |
| 4.     | Richard Bienert | Richard Bienert | 19. ledna 1945  | 5. května 1945 | 106            |        | NS     |                                                    |

### Česká socialistická republika (1969–1990) / Česká republika v rámci federace (1990–1992)
| Pořadí | Portrét         | Premiér         | Funkční období   | Funkční období    | Funkční období | Strana | Strana |
| Pořadí | Portrét         | Premiér         | Nástup do úřadu  | Opuštění úřadu    | Dny v úřadu    | Strana | Strana |
| ------ | --------------- | --------------- | ---------------- | ----------------- | -------------- | ------ | ------ |
| 1.     | Stanislav Rázl  | Stanislav Rázl  | 8. ledna 1969    | 29. září 1969     | 264            |        | KSČ    |
| 2.     | Josef Kempný    | Josef Kempný    | 29. září 1969    | 28. ledna 1970    | 121            |        | KSČ    |
| 3.     | Josef Korčák    | Josef Korčák    | 28. ledna 1970   | 20. března 1987   | 6260           |        | KSČ    |
| 4.     | Ladislav Adamec | Ladislav Adamec | 20. března 1987  | 12. října 1988    | 572            |        | KSČ    |
| 5.     | František Pitra | František Pitra | 12. října 1988   | 6. února 1990     | 482            |        | KSČ    |
| 6.     | Petr Pithart    | Petr Pithart    | 6. února 1990    | 2. července 1992  | 877            |        | OF     |
| 6.     | Petr Pithart    | Petr Pithart    | 6. února 1990    | 2. července 1992  | 877            | OH     |        |
| 7.     | Václav Klaus    | Václav Klaus    | 2. července 1992 | 31. prosince 1992 | 182            |        | ODS    |

### Česká republika (od 1993)
| Pořadí | Portrét              | Premiér          | Funkční období     | Funkční období    | Funkční období | Strana                   | Strana    | Vláda        | Prezident                |
| Pořadí | Portrét              | Premiér          | Nástup do úřadu    | Opuštění úřadu    | Dny v úřadu    | Strana                   | Strana    | Vláda        | Prezident                |
| ------ | -------------------- | ---------------- | ------------------ | ----------------- | -------------- | ------------------------ | --------- | ------------ | ------------------------ |
| 1.     | Václav Klaus         | Václav Klaus     | 1. ledna 1993      | 2. ledna 1998     | 1827           |                          | ODS       | Klaus I.     | Václav Havel (1993–2003) |
| 1.     | Václav Klaus         | Václav Klaus     | 1. ledna 1993      | 2. ledna 1998     | 1827           | Klaus II.                | ODS       |              | Václav Havel (1993–2003) |
| 2.     | Josef Tošovský       | Josef Tošovský   | 17. prosince 1997  | 22. července 1998 | 217            |                          | nestraník | Tošovský     | Václav Havel (1993–2003) |
| 3.     | Miloš Zeman          | Miloš Zeman      | 17. července 1998  | 15. července 2002 | 1459           |                          | ČSSD      | Zeman        | Václav Havel (1993–2003) |
| 4.     | Vladimír Špidla      | Vladimír Špidla  | 12. července 2002  | 4. srpna 2004     | 754            |                          | ČSSD      | Špidla       | Václav Havel (1993–2003) |
| 4.     | Vladimír Špidla      | Vladimír Špidla  | 12. července 2002  | 4. srpna 2004     | 754            | Václav Klaus (2003–2013) | ČSSD      | Špidla       |                          |
| 5.     | Stanislav Gross      | Stanislav Gross  | 26. července 2004  | 25. dubna 2005    | 273            |                          | ČSSD      | Gross        |                          |
| 6.     | Jiří Paroubek        | Jiří Paroubek    | 25. dubna 2005     | 4. září 2006      | 497            |                          | ČSSD      | Paroubek     |                          |
| 7.     | Mirek Topolánek      | Mirek Topolánek  | 16. srpna 2006     | 8. května 2009    | 996            |                          | ODS       | Topolánek I. |                          |
| 7.     | Mirek Topolánek      | Mirek Topolánek  | 16. srpna 2006     | 8. května 2009    | 996            | Topolánek II.            | ODS       |              |                          |
| 8.     | Jan Fischer          | Jan Fischer      | 9. dubna 2009      | 13. července 2010 | 460            |                          | nestraník | Fischer      |                          |
| 9.     | Petr Nečas           | Petr Nečas       | 28. června 2010    | 10. července 2013 | 1108           |                          | ODS       | Nečas        |                          |
| 9.     | Petr Nečas           | Petr Nečas       | 28. června 2010    | 10. července 2013 | 1108           | Miloš Zeman (2013–2023)  | ODS       | Nečas        |                          |
| 10.    | Jiří Rusnok          | Jiří Rusnok      | 25. června 2013    | 29. ledna 2014    | 218            |                          | nestraník | Rusnok       |                          |
| 11.    | Bohuslav Sobotka     | Bohuslav Sobotka | 17. ledna 2014     | 13. prosince 2017 | 1426           |                          | ČSSD      | Sobotka      |                          |
| 12.    | Andrej Babiš         | Andrej Babiš     | 6. prosince 2017   | 17. prosince 2021 | 1472           |                          | ANO       | Babiš I.     |                          |
| 12.    | Andrej Babiš         | Andrej Babiš     | 6. prosince 2017   | 17. prosince 2021 | 1472           | Babiš II.                | ANO       |              |                          |
| 13.    |                      | Petr Fiala       | 28. listopadu 2021 | úřadující         | 1195           |                          | ODS       | Fiala        |                          |
| 13.    | Petr Pavel (od 2023) | Petr Fiala       | 28. listopadu 2021 | úřadující         | 1195           |                          | ODS       | Fiala        |                          |

#### Překryv funkčního období předsedů vlád
Postup při vytváření vlády je následující: 
1. Vláda podá demisi a je pověřena prezidentem výkonem dosavadních funkcí, tedy zůstává v úřadu (vč. předsedy) do jmenování nové vlády.
2. Prezident jmenuje nového předsedu vlády, dosavadní premiér nadále úřaduje se svou vládou.
3. Prezident na návrh nového předsedy vlády jmenuje novou vládu, stará vláda opustí úřad.

V období mezi body 2. a 3., které může trvat několik týdnů, tedy existují dva předsedové vlády. Je zvykem, že nově jmenovaný premiér neužívá své pravomoci, pouze sestavuje vládu.